# Franz Schafarzik

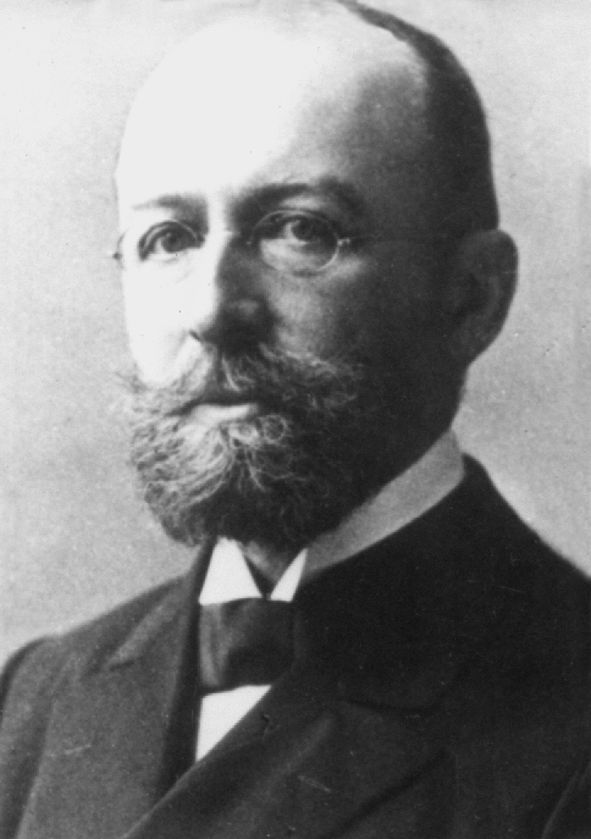
Franz Schafarzik

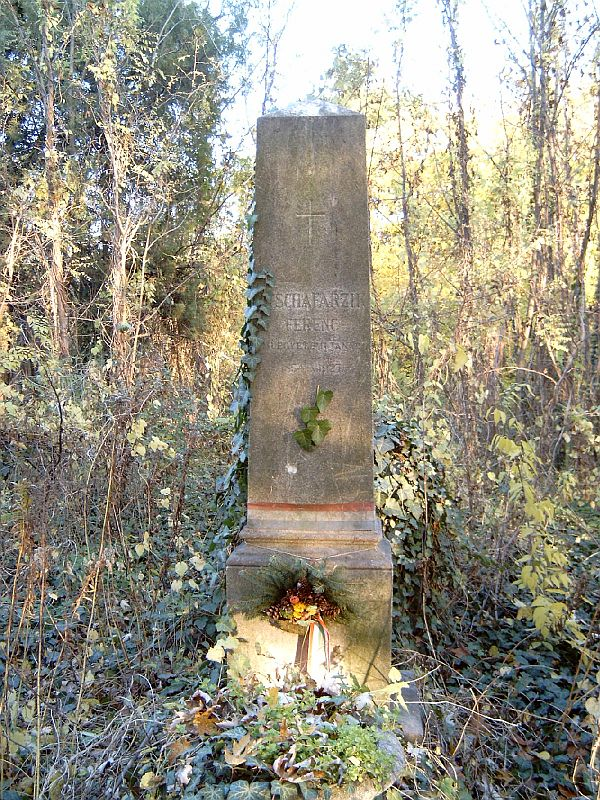
Grabmal von Ferenc Xavér Schafarzik auf dem Hauptfriedhof von Budapest

Franz Xaver Schafarzik, ungarisch Ferenc Xavér Schafarzik (* 20. März 1854 in Debrecen, Königreich Ungarn; † 5. September 1927 in Budapest) war ein österreichisch-ungarischer, später ungarischer Geologe und Mineraloge.

## Leben
Die schulische Ausbildung erhielt Schafarzik in Nagyszeben (heute Sibiu, Rumänien) an der Mittelschule. Die spätere Hochschulausbildung absolvierte er an der philosophischen Fakultät der Universität Budapest. 1876 erhielt er hier eine Anstellung an der mineralogisch-geologischen Lehrkanzel.
Schafarzik war von 1876 bis 1882 Assistent bei Professor József Szabó. In dieser Zeit promovierte (1881) er. Ein Jahr danach gelang ihm die Aufnahme in die königliche ungarische geologische Anstalt. Ab 1891 wirkte er als Privatdozent und in den Jahren von 1904 bis 1926 als Professor für Mineralogie und Geologie an der Polytechnischen Hochschule von Budapest.
Seine Tätigkeit an der königlichen Ungarischen Geologischen Anstalt konzentrierte sich auf die geologischen Detailaufnahmen im Pilis-Gebirge, im Krassó-Szörényer Gebirge und Banater Bergland sowie in den Südkarpaten. Studienreisen führten ihn nach Dagestan, Armenien, Italien, Istrien, Schweden, Norwegen und Griechenland. Während seiner Studienreise in Griechenland besuchte Schafarzik mehrere antike Werksteinbrüche und beschrieb diese in seinem publizierten Bericht (1895).
Dem Krassó-Szörényer Gebirge widmete er von 1885 an 21 geologische Fachbeiträge und hat auf diese Weise auch die Untersuchungen von Eduard Suess maßgeblich unterstützt. Die mit Suess erarbeiteten Ergebnisse waren für das geologische Verständnis des Bogens, der die Karpaten und Balkaniden verbindet, von großer Bedeutung.
Er veröffentlichte 1885 gemeinsam mit Sándor Gesell den Detaillierten Katalog über die für die Kunst- und Baugewerbe wichtigeren ungarnländischen Gesteine in ungarischer Sprache. Schafarzik befasste sich in besonderer Weise auch mit den Nutzgesteinen auf dem Gebiet des damaligen Königreichs Ungarn. Seinen Arbeiten verdankt Ungarn die gründlichsten zeitgenössischen Publikationen zu dieser Thematik. Unter den ungarischen Geologen seiner Zeit war Franz Xaver Schafarzik jene herausragendste Persönlichkeit, die in einigen ihrer Publikationen auf die Nutzbarkeit von Natursteinen ausführlich hinwies und mögliche nutzbare Lagerstätten aus diesem Blickwinkel beschrieb.
Sein deutschsprachiges Werk Detaillierte Mitteilungen über die auf dem Gebiete des ungarischen Reiches befindlichen Steinbrüche von 1909 stellt noch heute eine Schlüsselpublikation dar. Darin sind über 2.500 Steinbrüche des Königreich Ungarns beschrieben. Entsprechend der territorialen Ausdehnung zum Zeitpunkt der Veröffentlichung wurden neben dem heutigen Ungarn auch das Gebiet der gesamten Slowakei sowie Teilgebiete Kroatiens (außer Dalmatien), der Ukraine (westl. Randzonen) und Rumäniens (Banat, Siebenbürgen) berücksichtigt.
Schafarzik war in dem Zeitabschnitt von 1886 bis 1899 mit redaktionellen Aufgaben beim FÖLDTANI KÖZLÖNY (Geologische Mitteilungen der kgl. ungarischen geologischen Anstalt) intensiv befasst.
Nach seinem Tod erschien 1929 in Budapest der erste geologische Führer Ungarns, den er gemeinsam mit Aladár Vendl erarbeitet hatte.

## Bibliographie (Auswahl)
- Gesell, Sándor, Schafarzik, Ferenc: Mű-és építőipari tekintetben fontosabb magyarországi kőzetek részletes katalógusa. XIX,(A Magy. Kir. Földtani Intézet kiadványai); Budapest 1885
- Schafarzik, Franz: Das Gebirge zwischen Mehádia und Herkulesbad im Comitate Krassó-Szörény, S. 512–524 [Separatabdruck aus dem „Földtani Közlöny“ XV. Band. Jahrgang 1885. Heft 11–12.]; Budapest 1886
- Schafarzik, Franz: Die geologischen Verhältnisse des Sverdnier Baches westlich, und des Bergrückens Poiana Caspolui-Fraseu südlich von Mehadia, S. 174–180 [Separatabdruck aus dem Jahresberichte der kgl. ungar. Geolog. Anstalt für 1885 durch den Franklin-Verein]; Budapest 1887
- Schafarzik, Franz: Über die geologischen Verhältnisse des Jardastitza- und Sekastitza-Gebietes NW-lich und W-lich von Topletz im Krassó-Szörényer Comitate; Aufnahmsbericht, S. 162–175 [Separatabdruck aus dem Jahresberichte der kgl. ungar. Geolog. Anstalt für 1887 durch den Franklin-Verein]; Budapest 1889
- Schafarzik, Franz: Geologische Notizen aus dem Mehádiaer Zuge des Krassó-Szörényer Gebirges, S. 122–132 [Separatabdruck aus dem Jahresberichte der kgl. ungar. Geolog. Anstalt für 1888 durch den Franklin-Verein]; Budapest 1890
- Schafarzik, Franz: Daten zur Geologie des Bakony; S. 1–5 [Separatabdruck aus dem „Földtani Közlöny“ XX. Band (1890)]; Budapest 1890
- Schafarzik, Franz: Bericht über die ungarischen Erdbeben in den Jahren 1887 und 1888, S. 1–20 bzw. S. 3–22 [Lieferung aus „Földtani Közlöny“?], jeweils mit Karte [Separatabdruck aus dem „Földtani Közlöny“ XXII. Band (1892)]; Budapest 1892
- Schafarzik, Franz: Die geologischen Verhältnisse der Umgebungen von Eibenthal–Ujbánya, Tiszovicza und Svinyicza, Bericht über die geologische Specialaufnahme im Jahre 1892; S. 140–159 [Separatabdruck aus dem Jahresberichte der kgl. ungar. Geolog. Anstalt für 1892 durch den Franklin-Verein]; Budapest 1894
- Schafarzik, Franz: Geologische Notizen aus Griechenland (Kurzer Bericht über seine im Herbst 1893 unternommene Studienreise); S. 177–192 [Separatabdruck aus dem Jahresberichte d. kgl. ungar. Geolog. Anstalt für 1893 durch d. Franklin-Verein]; Budapest 1895
- Schafarzik, Franz: Die geologischen Verhältnisse der Umgebung von Korniareva (Bericht über die geologische Special-Aufnahme im Jahre 1894.) S. 94–104 [Separatabdruck aus dem Jahresberichte der kgl. ungar. Geolog. Anstalt für 1894 durch den Franklin-Verein]; Budapest 1897
- Schafarzik,  Franz: Zusammenstellung der Nachrichten über das Erdbeben von Laibach [am 14. April 1895] in Ungarn nach Tagesblättern und den an die ungarische Erdbeben-Commission eingelangten Berichten; S. 1–12 [Separat-Abdruck aus dem Jahrbuch der k. k. geolog. Reichsanstalt, 1896, Bd. 46, Heft 3 u. 4.]; Budapest 1897
- Schafarzik, Franz: Die geologischen Verhältnisse der nördlichen und östlichen Umgebung von Teregova (Bericht über die geologische Spezial-Aufnahme im Jahre 1895); S. 77–84 [Separatabdruck aus dem Jahresberichte der kgl. ungar. Geolog. Anstalt für 1895 durch den Franklin-Verein]; Budapest 1898
- Schafarzik, Franz: Über die geologischen Verhältnisse der Umgebung von Örményes und Vercserova, S-lich von Karansebes im Comitate Krassó-Szörény. S. 108–128 (Bericht über die geologische Special-Aufnahme im Jahre 1896.) [Separatabdruck aus dem Jahresberichte der kgl. ungar. Geolog. Anstalt für 1896 durch den Franklin-Verein]; Budapest 1898
- Schafarzik, Franz: Bericht über den von der ungarischen geologischen Gesellschaft vom 2. – 7. Juli 1899 ins Siebenbürgische Erzgebirge veranstalteten Ausflug. S. 97–119 [Separatabdruck aus dem XXX. Bande (1900) des „Földtani Közlöny“]; Budapest 1900
- Schafarzik, Franz: Über die geologischen Verhältnisse der SW-lichen Umgebung von Klopotiva und Malomviz. (Bericht über die im Jahre 1898 im westlichen Retyezát-Gebirge ausgeführte geol. Spezialaufnahme.), S. 124–155 [Separatabdruck aus dem Jahresberichte der kgl. ungar. Geolog. Anstalt für 1898 durch den Franklin-Verein]; Budapest 1901
- Schafarzik, Franz: Über das Erdbeben im nördlichen Bakony vom 16. Februar 1901, S. 184–186 [Separatabdruck aus dem XXXI. Bande (1901) des „Földtani Közlöny.“]; Budapest 1901
- Schafarzik, Franz: Über den Staubfall vom 11. März 1901, S. 174–177 [Separatabdruck aus dem XXXI. Bande (1901) des „Földtani Közlöny.“]; Budapest 1901
- Schafarzik, Franz: Die geologischen Verhältnisse der S-lichen Umgebung von Bukova und Várhely. (Bericht über die im Jahre 1899 nördlich vom Vurfu Petri ausgeführten geologischen Spezial-Aufnahmen.), S. 86–96 [Separatabdruck aus dem Jahresberichte der kgl. ungar. Geolog. Anstalt für 1899 durch den Franklin-Verein]; Budapest 1902
- Schafarzik, Franz: Über die geologischen Verhältnisse d. Umgebung von Furdia u. Német-Gladna, sowie der Gegend W-lich von Nadrág. (Bericht über die im Jahre 1901 im W-lichen Teile der Pojána-Ruszka ausgeführte geologische Detail-Aufnahme) S. 110–118 [Separatabdruck aus dem Jahresberichte der kgl. ungar. Geolog. Anstalt für 1901 durch den Franklin-Verein]; Budapest 1903
- Schafarzik, Franz: Über das geologische Profil des dritten Hauptsammelkanales in Budapest, S. 165–174, mit Karte [Separatabdruck aus dem  XXXIII. Bande (1903) des „Földtani Közlöny.“]; Budapest 1903
- Schafarzik, Franz: Über die geologischen Verhältnisse der Umgebung von Lunkány und Pojén sowie des Kornyettales bei Nadrág. (Bericht über die geologische Detailaufnahme i. J. 1903.) S. 125–138 [Separatabdruck aus d. Jahresberichte der kgl. ungar. Geolog. Anstalt für 1903 durch den Franklin-Verein]; Budapest 1905
- Schafarzik, Franz: Über die geologischen Verhältnisse des SW-lichen Pojána-Ruszkagebirges im Komitate Krassó-Szörény. Übertragung aus dem ungarischen Original von 1906 (Bericht über die geologische Detailaufnahme in der Gegend von Tinkova Istvánhegy, Macsova, Obrésza, Glimboka, Lózna und Ruszkicza im Jahre 1905.) S. 98–111 [Separatabdruck aus dem Jahresberichte der kgl. ungar. Geologischen Anstalt für 1905 durch den Franklin-Verein]; Budapest 1907
- Schafarzik, Franz: Die geologischen Verhältnisse der Umgebung von Ruszkabánya. Übertragung aus dem ungarischen Original. (Bericht über die geologische Detailaufnahme im Jahre 1906.) S. 111–123 [Sonderabdruck aus dem Jahresberichte der kgl. ungar. Geologischen Anstalt für 1906 durch den Franklin-Verein]; Budapest 1908
- Schafarzik, Franz: Über den [III.] Petroleumkongreß zu Bucureşti [1907] und die geologischen Verhältnisse des rumänischen Petroleums Generalversammlungsvortrag 1908 vom zweiten Präsidenten der Ungarischen Geologischen Gesellschaft; S. 137–161 [Separatabdruck aus dem „Földtani Közlöny“ XXXVIII. (1908) Band]; Budapest 1908
- Schafarzik, Franz: Über die geologischen Verhältnisse der Umgebung von Nyíresfalva und Vaspatak im Komitat Hunyad. (Bericht über die geologische Detailaufnahme im Jahre 1907.) S. 77–90 [Sonderabdruck aus dem Jahresberichte der kgl. ungar. Geologischen Reichsanstalt für 1907 durch den Franklin-Verein]; Budapest 1909
- Schafarzik, Franz: Detaillierte Mitteilungen über die auf dem Gebiete des Ungarischen Reiches befindlichen Steinbrüche, Übertragung aus dem ungarischen Original von 1904 durch den Chefgeologen der Königlich-ungarischen geologischen Reichsanstalt mit detaillierten Angaben zu Fundorten und Eigenschaften; Budapest 1909
- Schafarzik, Franz: Reambulation in den südlichen Karpathen und im Krassó-Szörényer Mittelgebirge im Jahre 1909. Übertragung aus dem ungarischen Original (Ein Jurányia-Fund und neuere Kohlen-Aufschlüsse bei Ruszkabánya; die Frage der kristallinischen Schiefer und der Charriage in den südlichen Karpathen), S. 69–85 [Sonderabdruck aus dem Jahresberichte der kgl. ungar. Geologischen Reichsanstalt für 1909 durch den Franklin-Verein]; Budapest 1912
- Schafarzik, Franz: Geologische Reambulation der Umgebung von Berszászka, Übertragung aus dem ungarischen Original (Bericht über die im Sommer des Jahres 1910 durchgeführte Reambulation) S. 125–133 [Sonderabdruck aus dem Jahresberichte der kgl. ungar. Geologischen Reichsanstalt für 1910]; Budapest 1912
- Schafarzik, Franz: Über die Reambulation in der Umgebung von Berszászka und im Almásbecken im Sommer 1911, Übertragung aus dem ungarischen Original S. 150–157 [Sonderabdruck aus dem Jahresberichte der kgl. ungar. Geologischen Reichsanstalt für 1911]; Budapest 1913
- Schafarzik, Franz: Referat zu Lóczy, Ludwig von: Geologie des Balaton und seiner Umgebung. S. 1–33 [Separatabdruck aus dem XLIV. Band (1914) des „Földtani Közlöny“ durch den Franklin-Verein.]; Budapest 1914
- Schafarzik, Franz: Referat zu HORUSITZKY, Heinrich: Über die agrogeologischen Verhältnisse der Umgebung von Preßburg; mit Erläuterung zur agrogeologischen Karte 1:75.000; S. 359–363 [Separatabdruck aus dem „Földtani Közlöny“ XLVII. (1917) Band durch den Franklin-Verein]; Budapest 1917
- Schafarzik, Franz: Zur geologischen Altersfrage des Braunkohlen-Vorkommens von Egercsehi im Komitate Heves. Korrektur der VON PAPPschen Theorie. S. 453–457 [Separatabdruck aus dem „Földtani Közlöny“ Band XLVII. 1917 Heft 10–12 durch den Franklin-Verein.]; Budapest 1918
- Schafarzik, Franz: Kurze Skizze der Palaeohydrographie des Budapester Donauabschnittes das alte Delta, die levantinische Donau, die pleistozäne Donau, die altholozäne Donau, die jungholozäne Donau. S. 207–225 [Separatabdruck aus dem „Földtani Közlöny“ Band XLVIII. 1918 durch den Franklin-Verein]; Budapest 1918
- Schafarzik, Franz: Bosnische Kohle für Südungarn [Separatabdruck aus Nr. 15 des „Pester Lloyd“ vom 17. Januar 1918.] Professor an der TH Budapest; Budapest 1918
- Schafarzik, Franz: Heißquellenflüchtlinge am Fuße des Szent-Gellért (Blocks-)Berges zu Budapest. S. 1–6; Über eine unbeachtet gebliebene Quelle des Budapester thermalen Wassernetzes. S. 6–8 [Hydrologische Mitteilungen, III. Jahrg. 1920]; Budapest 1920
- Schafarzik, Ferenc, Vendl, Aladár: Geológiai kirándulások Budapest környékén [Geologische Exkursionen in der Umgebung von Budapest]. Budapest 1929